# Sakurai Masahiro
Sakurai Masahiro  (桜井 政博 Sakurai Masahiro, sinh ngày 3 tháng 8 năm 1970) là một đạo diễn trò chơi điện tử, nhà thiết kế trò chơi và nhạc sĩ người Nhật Bản, ông được biết đến nhiều nhất với tư cách là người tạo ra loạt Kirby và Super Smash Bros.. Ngoài ra, ông ấy còn chỉ đạo thiết kế Meteos năm 2005 và đạo diễn Kid Icarus: Uprising năm 2012.
Trước đây ông từng là nhân viên của HAL Laboratory, ông rời công ty vào năm 2003. Năm 2005 ông cùng với vợ là Sakurai Michiko (cũng là cựu nhân viên HAL Laboratory), thành lập Sora Ltd., một công ty hình thức, hoạt động tự do trên một số dự án. ông cũng là tác giả của một chuyên mục hàng tuần cho tạp chí Famitsu và thực hiện công việc lồng tiếng trong một số trò chơi của ông, đáng chú ý nhất là lồng tiếng cho King Dedede trong Kirby 64 và loạt Super Smash Bros..

## Công việc
| Năm  | Chức vụ                                     | (Các) vai trò                                |
| ---- | ------------------------------------------- | -------------------------------------------- |
| 1992 | Kirby's Dream Land                          | Đạo điễn, Nhà thiết kế trò chơi              |
| 1993 | Kirby's Adventure                           | Đạo điễn, Nhà thiết kế trò chơi              |
| 1996 | Kirby Super Star                            | Đạo điễn                                     |
| 1999 | Super Smash Bros.                           | Đạo điễn                                     |
| 2000 | Kirby 64: The Crystal Shards                | Diễn viên lồng tiếng (King Dedede)           |
| 2001 | Super Smash Bros. Melee                     | Tổng đạo điễn                                |
| 2002 | Kirby: Nightmare in Dream Land              | Tổng đạo điễn                                |
| 2003 | Kirby Air Ride                              | Đạo điễn                                     |
| 2004 | Kirby & the Amazing Mirror                  | Cố vấn đặc biệt                              |
| 2005 | Meteos                                      | Nhà thiết kế trò chơi                        |
| 2008 | Super Smash Bros. Brawl                     | Đạo điễn, Diễn viên lồng tiếng (King Dedede) |
| 2012 | Kid Icarus: Uprising                        | Đạo điễn, người viết kịch bản                |
| 2014 | Super Smash Bros. for Nintendo 3DS và Wii U | Đạo điễn, Diễn viên lồng tiếng (King Dedede) |
| 2018 | Super Smash Bros. Ultimate                  | Đạo điễn, Diễn viên lồng tiếng (King Dedede) |